# Élisabeth Chailloux
Pour les articles homonymes, voir Chailloux.
Élisabeth Chailloux est une actrice, metteuse en scène et directrice de théâtre française.

## Parcours professionnel
Dans les années 1970 et 1980, Élisabeth Chailloux mène une carrière de comédienne au théâtre et au cinéma.
Elle fonde le Théâtre de la Balance en codirection avec Adel Hakim en 1984. Sa première mise en scène (avec Adel Hakim), La Surprise de l'amour de Marivaux, est remarquée, par exemple par Guy Bruit dans Raison présente :

« Par une intelligence profonde de Marivaux, le spectacle du Théâtre de la Balance finit par apparaître modeste et sans (fausse) prétention, ce qui est le comble de l'art. »

En 1992, elle succède à Catherine Dasté à la tête du Théâtre des Quartiers d'Ivry (TQI) à Ivry-sur-Seine (Val-de-Marne), toujours en codirection avec Adel Hakim,,. Elle se consacre alors plus à la mise en scène de théâtre. Elle organise également des stages de formation pour comédiens professionnels.
En 2005, mettant en scène La Fausse Suivante de Marivaux, elle déclare :

« Après La Surprise de l'amour, qui met en jeu le discours amoureux, et L'Île des esclaves, une œuvre plus politique et plus philosophique, je pensais en avoir fini avec Marivaux. Et puis, finalement, j'ai décidé de mettre en scène La Fausse Suivante. C'est pour moi une façon de clore la boucle. Car ce texte possède la particularité de réunir les deux thématiques de mes deux premiers Marivaux. La Fausse Suivante, c'est en effet le croisement de la guerre des sexes et de la lutte des classes, c'est la révolte des humiliés contre les maîtres et celle des femmes contre les hommes. »

Le spectacle tourne sur de nombreuses scènes et remporte un succès critique,.
En 2008, elle crée au Théâtre des Quartiers d'Ivry Hilda, la première pièce de Marie NDiaye, qui, avec Rien d’humain et Les Serpents appartient au « triptyque de la dévoration ». Elle en assure la mise en scène et interprète le rôle principal, celui de Mme Lemarchand. En 2022, la pièce est reprise au TQI, avec Natalie Dessay pour jouer Mme Lemarchand.
En 2016, le Théâtre des Quartiers d'Ivry, centre dramatique national en préfiguration depuis janvier 2003, intègre ses propres locaux à la Manufacture des œillets, toujours à Ivry, et devient le CDN du Val-de-Marne. L’année théâtrale 2016 débute avec Les Femmes savantes de Molière dans une mise en scène d’Élisabeth Chailloux, qui déplace l’action dans les années 1960 et transforme la maison de Chrysale en fief de revendications féministes.
En 2018, elle préside le jury du concours des jeunes metteurs en scène, le prix Théâtre 13 organisé par ce théâtre parisien.

En janvier 2019, elle quitte la direction du TQI après la nomination de Jean-Pierre Baro à la tête du théâtre au cours de l'année 2018. Elle retrouve alors sa compagnie, où elle met en scène Mademoiselle Julie d’August Strindberg en 2019, au théâtre de la Tempête. À cette occasion, elle s'explique dans Théâtral magazine sur son parcours de metteur en scène : 

« Je m’aperçois que j’ai essentiellement monté des pièces sur les luttes de pouvoir. Je devais un jour ou l’autre arriver à Mademoiselle Julie. C’est l’un des textes les plus puissants de l’histoire du théâtre. Il y a là à la fois la guerre des sexes et la lutte des classes, ce qui en fait la pièce parfaite. Strindberg y fait ce qu’il appelle la vivisection des âmes. Il explore l’âme humaine jusqu’à la profondeur la plus extrême. Son extralucidité, qui s’oppose au gentil féminisme d’Ibsen, dit la vérité. »

## Filmographie
Sauf indication contraire, les informations mentionnées dans cette section peuvent être confirmées par la base de données cinématographiques IMDb,  présente dans la section « Liens externes ».

### Cinéma
- 2007 : Les Larmes blanches (court métrage) de Grégory Rateau : la mère de Rimbaud
- 1988 : Un été à Paris de René Gilson : la metteuse en scène de théâtre
- 1984 : La vie est un roman d’Alain Resnais
- 1980 : Ma blonde, entends-tu dans la ville de René Gilson : Denise

### Télévision
- 1984 : Le Scénario défendu de Michel Mitrani : Mme Irène
- 1982 : Paris-Saint-Lazare (mini-série) — épisode Jeudi : Monique de l'agence bancaire
- 1981 : Caméra une première (série) — épisode Eole Epifanio[17] d’Antoine Galien : la serveuse
- 1979 : Pierrot mon ami de François Leterrier : Mathurine
- 1973 : Dernières volontés (mini-série) — épisode #1.3 : la comédienne
- 1970 : Un seul jour de la vie de Jean-Pierre Gallo : la dragueuse

## Théâtre

### Comédienne
- 1978 : Les Inquiétudes de Monsieur Delumeau d'Antoine Gallien, mise en scène Henri Ronse, Petit Odéon
- 1984 : La Surprise de l'amour de Marivaux, mise en scène Élisabeth Chailloux et Adel Hakim, Théâtre des Quartiers d'Ivry, Théâtre de la Tempête
- 1987 : Alexandre le Grand de Racine, mise en scène Élisabeth Chailloux et Adel Hakim, théâtre de la Tempête
- 1999 : Quoi l’Amour de Roland Fichet, mise en scène Adel Hakim, Théâtre des Quartiers d'Ivry
- 1999 : Ce soir on improvise de Luigi Pirandello, mise en scène Adel Hakim
- 2003 : Inventaires de Philippe Minyana, mise en scène Élisabeth Chailloux, Théâtre des Quartiers d'Ivry
- 2003 : Sallinger  de Bernard-Marie Koltès, mise en scène Élisabeth Chailloux, Théâtre des Quartiers d'Ivry
- 2005 : Ce soir on improvise de Luigi Pirandello, mise en scène Adel Hakim, Théâtre des Quartiers d'Ivry
- 2008 : Hilda de Marie NDiaye, mise en scène Élisabeth Chailloux, Théâtre des Quartiers d'Ivry[10]

### Metteur en scène
- 1984 : La Surprise de l'amour de Marivaux, mise en scène avec Adel Hakim, Théâtre des Quartiers d'Ivry, Théâtre de la Tempête
- 1985 : Le Paradis sur terre de Tennessee Williams, Théâtre de l'Aquarium, Festival d'Avignon, Théâtre des Quartiers d'Ivry
- 1987 : Alexandre le Grand de Racine, mise en scène avec Adel Hakim, théâtre de la Tempête
- 1987 : Yasmina ou l'Oriental incognito d'après Isabelle Eberhardt, mise en scène avec Serge Hureau, théâtre de la Cité internationale
- 1991 : Les Fruits d'Or de Nathalie Sarraute, Théâtre Paris-Villette
- 1994 : La Ménagerie de verre de Tennessee Williams, Théâtre des Quartiers d'Ivry, Nouveau théâtre d'Angers
- 1997 : Quai Ouest de Bernard-Marie Koltès[18]
- 1998 : Au bon petit Charles, mise en scène avec Serge Hureau, Cité de la musique, L'Européen
- 1998 : Une lune pour les déshérités d'Eugène O'Neill, Théâtre d'Ivry-Antoine Vitez
- 2001 : La vie est un songe de Calderon de la Barca, Théâtre des Quartiers d'Ivry
- 2003 : Inventaires de Philippe Minyana, Théâtre des Quartiers d'Ivry
- 2003 : Sallinger de Bernard-Marie Koltès, Théâtre des Quartiers d'Ivry
- 2005 : La Fausse Suivante[8],[9] de Marivaux, Théâtre des Quartiers d'Ivry, Scène Watteau de Nogent-sur-Marne, théâtre des Treize Vents, Annecy, Maison des arts de Thonon-Évian, La Roche-sur-Yon…
- 2008 : Hilda de Marie NDiaye, Théâtre des Quartiers d'Ivry[10]
- 2009 : L'Illusion comique de Corneille, Théâtre des Quartiers d'Ivry
- 2011 : Le Baladin du monde occidental de John M. Synge, Théâtre des Quartiers d'Ivry
- 2013 : Phèdre de Sénèque, Théâtre des Quartiers d'Ivry
- 2016 : Les Femmes savantes de Molière, Théâtre des Quartiers d'Ivr/y[13]
- 2018 : Les Reines de Normand Chaurette[19], Théâtre des Quartiers d'Ivry
- 2019 : Mademoiselle Julie d’August Strindberg[4],[20]
- 2022 : Hilda de Marie NDiaye, avec Natalie Dessay, Théâtre des Quartiers d'Ivry[21],[11]

### Réception critique
Au sujet de la mise en scène de La Fausse Suivante de Marivaux :

« Élisabeth Chailloux force plaisamment les traits psychologiques des différents personnages en présence dans cette fable sarcastique et désespérée. La comtesse (Valérie Crunchant) est une victime évanescente à souhait, pitoyable comme une Iphigénie conduite au bûcher et victime expiatoire de ce combat comme si sa volonté farouche d’aimer, Lélio puis le Chevalier, la condamnait implacablement au malheur. Nathalie Royer campe un Chevalier bondissant et malicieux comme un lutin, vibrant d’une saine colère. »

— Critiques sur lesarchivesduspectacle.net

« Un siècle avant, orgueil, trahison, corruption, manipulation, tous les leviers chers à Choderlos de Laclos s'y retrouvent en prémisses. Et Charlie Windelschmidt est un Lélio pâle esquisse d’un Valmont fat et suintant de cupidité et Valérie Crunchant une superbe jeune comtesse qui se fait les crocs proche de Madame de Merteuil. »

— Froggy Delight